# منتزعة الكبريت المغناطيسية
منتزعة الكبريت المغناطيسية (الاسم العلمي: Desulfovibrio magneticus) هي نوع من البكتيريا، سلبية الغرام، تتبع جنس منتزعة الكبريت.